# 人生無限公司巡迴演唱會
人生無限公司巡迴演唱會是臺灣樂團五月天為宣傳其第九張錄音室專輯《自傳》而舉行的第六次世界巡迴演唱會。巡演於2017年3月18日在台灣高雄開始，並於2019年1月6日在台灣台中結束，總計122場演出。

## 背景
2016年12月31日，五月天在台北的演唱會上公佈了他們將在2017年3月18日於高雄開跑名為「人生無限公司」的全新巡迴演唱會。高雄場門票開賣後隨即完售，因此加場演出一場。另外，五月天也公佈了其他地區的巡迴場次。
2017年5月31日，五月天公布7場於美加地區的場次。10月底，公布於巴黎及倫敦的場次。2018年3月5日，公布墨爾本及雪梨的場次。2018年9月22日，公布自2018年12月22日開始共10場於台中舉行的最終回演出，巡演於2019年1月6日結束。
由於觀眾反應熱烈，在高雄、新加坡、桃園、澳門、蘇州、長沙、香港、天津、常州、佛山及昆明等城市均加場演出；而香港、新加坡、上海、北京於2018年再次造訪。

## 概述
演唱會以五月天演唱《派對動物》開場，以及《最好的一天》、《OAOA》、《入陣曲》、《後來的我們》及《超人》，作為開頭。每段表演前或更換服裝時，會播放由黃渤及五月天共同主演的串場電影，串場電影部分內容延續或發想自自傳專輯的音樂錄影帶。接著《你不是真正的快樂》、《乾杯》、《好好》、《兄弟》被表演，以及無縫接軌至《人生有限公司》，此段會穿插五月天的純吉他表演及談話片段。第三段，瑪莎出現在舞臺左方以鋼琴彈唱「成名在望」第一段，隨後主唱阿信出現於舞臺中間升起的平台開始接唱後面的部分，隨後演唱《我心中尚未崩壞的地方》、《孫悟空》、《知足》、《少年他的奇幻漂流》、獨唱歌手林俊傑與阿信合作的《黑暗騎士》及《頑固》，其中多首歌曲均經過改編。第四段，演唱中文版《Do You Ever Shine?》，在此首歌曲會穿插團員的個人樂器表演。後演唱與歌手蕭敬騰合作的《凡人歌》、《離開地球表面》、《任意門》及《人生海海》。五月天下台後，歌迷高喊「加班」替代「安可」。五月天再次出場表演安可橋段，演唱歌曲因場次而異，如：《傷心的人別聽慢歌》、《倔強》或《轉眼》；通常會有至少2次安可。五月天及樂手謝幕下台後，現場播放以「最好的一天」為背景的散場影片，演唱會結束。

## 製作
五月天和相信音樂、必應創造製作團隊一年多前就開始發想、構思、設計及無限輪迴製作會議討論。此次再度邀請國際「舞台魔術師」LeRoy Bennett及其領軍的Seven.Design.Works.團隊擔任LIFE《人生無限公司》總設計。總成本耗資3.6億新台幣。主舞台以象徵五月天成軍二十週年的20座尖塔打造出14層樓高的「人生的移動城堡」，總數高達2400片的LED可變化出超過30種舞台造型變化，加上首次運用的演唱會中「地面LED」舞台技術。光是LED總面積就高達3000平方公尺，總重量更重達30噸。全場舞台機關、升降台、喇叭、音響等大型硬體設備，承載的硬體重量超出五月天演唱會史上最龐大。
除了舞台硬體外，五月天這次更首度採用全4K影像拍攝，出動20台全新4K HDC4300高畫質攝影機，搭配最先進的4K HDR現場製作工作流程進行全場拍攝，並以高動態範圍的格式/HDR規格錄製的演唱會。因為舞台大型機關眾多，得動用50個40呎貨櫃加上海陸空等方式運輸。在首演半個月前就進行移地訓練，在深圳租下一座可容納3萬人的體育場，打造出1:1、從舞台燈光、視訊、機關全比照正式演出的全複製舞台進行Pre-build「擬真彩排」，等於還沒首演就花掉了一場戶外演唱會的成本。
另外，2017年3月18日起，高雄場演唱會開始前，相信音樂在臉書通知，在五月天演唱會和超犀利趴演唱會所使用的「互動式螢光棒」僅能使用2016年以後的版本，2016年以前的版本將無法再被控制，然而在高雄場演唱會的前兩天依然發生2016年以後的版本無法控制的情況。
演出成員：
- 五月天 （阿信、怪獸、石頭、冠佑、瑪莎）

藝人經紀：
- 相信音樂

製作單位：
- 必應創造
- Seven Design Works by LeRoy Bennett

海外巡演主辦單位：
- 中國－稻草文化
- 香港－特高娛樂
- 馬來西亞－星艺娱乐 STAR PLANET
- 美國、加拿大－Live Nation
- 新加坡－ONE Production、滾石唱片（新加坡）
- 歐洲－Live Nation、德客高朋、華通娛樂
- 澳門– 太陽娛樂
- 日本 – Disk Garage
- 澳洲、紐西蘭 – 蕭氏機構
- 韓國 – Live Nation
- 泰國 – Bec-Tero Entertainment、Live Nation

## 電影化
2018年8月26日，五月天結束北京演唱會後立即於後台舉行記者會，發佈演唱會將被製作成電影的消息，五月天希望能將最真實的感受呈現給觀眾。電影以4DX及3D電影等版本呈現，於2019年5月24日在戲院上映，於2019年8月23日在Netflix正式上線。

## 商業表現
本次巡迴，一共造訪55座城市，總計122場演出，是五月天歷年來最大規模與最多場次的巡演，近90場演出均於大型戶外體育場舉行，累積415萬人觀賞。幾乎所有場次的門票均完售，進而促使部分城市的加場演出。巡演總收入約新台幣100億元。

### 票房成績
| 日期          | 城市 | 地區 | 舉辦場館         | 上座人數/開放人數 | 票房收入 （美元） |
| ------------- | ---- | ---- | ---------------- | ----------------- | ----------------- |
| 2018年9月18日 | 雪梨 | 澳洲 | 庫多斯銀行體育館 | 10,408/11,724     | $2,739,840        |

## 曲序與嘉賓
以下列表僅以2017年3月18日台灣高雄場表演的曲目為代表，具體曲目在其他各場次可能出现變化。
1. 派對動物
2. 最好的一天
3. OAOA
4. 終結孤單
5. 入陣曲
6. 2012
7. 我不願讓你一個人
8. 超人
9. 你不是真正的快樂
10. 後來的我們
11. 好好（想把你寫成一首歌）
12. 乾杯
13. 兄弟
14. 人生有限公司
15. 成名在望
16. 我心中尚未崩壞的地方
17. 孫悟空
18. 知足
19. 少年他的奇幻漂流
20. 黑暗騎士
21. 頑固
22. Do You Ever Shine?（中文版）
23. 離開地球表面
24. 如果我們不曾相遇
25. 任意門
26. 轉眼
27. 人生海海

安可曲
1. 你說那c和弦就是…
2. 傷心的人別聽慢歌
3. 瘋狂世界
4. 倔強
5. 軋車
6. 愛情的模樣
7. 憨人

以下列表僅以2018年6月23日中國石家莊場表演的曲目為代表，具體曲目在其他各場次可能出现變化。
1. 派對動物
2. 傷心的人別聽慢歌
3. OAOA
4. 入陣曲
5. 後來的我們
6. 超人
7. 你不是真正的快樂
8. 溫柔
9. 乾杯
10. 兄弟
11. 人生有限公司
12. 成名在望
13. 我心中尚未崩壞的地方
14. 知足
15. 少年他的奇幻漂流
16. 黑暗騎士
17. 頑固
18. I Will Carry You (唯一的信仰)
19. 凡人歌
20. 離開地球表面
21. OK啦
22. 任意門
23. 人生海海

安可曲
1. 終於結束的起點
2. 我不願讓你一個人
3. 轉眼
4. 戀愛ing
5. 洋蔥
6. 突然好想你
7. 倔強

- 從高雄第三場開始，五月天將《2012》從歌單中移除。
- 在高雄第一、第二、第四場、香港放大版第六場、東京第一及第二場演出，五月天並沒有演唱《凡人歌》；並從北京終極版第二場開始，從歌單中移除。
- 在部分場次中，五月天並沒有演唱《後來的我們》、《我不願讓你一個人》、《好好》、《終結孤單》、《如果我們不曾相遇》、《最好的一天》、《孫悟空》、《任意門》、《少年他的奇幻漂流》、《黑暗騎士》、《轉眼》、《終於結束的起點》。
- 從桃園場開始，五月天將《終於結束的起點》加入歌單中。
- 在桃園第三、第四、第五及第六場演出，超人力霸王在五月天演唱時登台。
- 在桃園第八場演出，為配合跨年網路直播，《最好的一天》、《乾杯》被延後表演。
- 在桃園第十一場演出，為配合周杰倫的出場安排，《你不是真正的快樂》被延後表演，同時以結合《聽見的下雨的聲音》的組曲方式演出。
- 從香港放大版第一場開始，五月天將《Do You Ever Shine?》從歌單中移除，由《I Will Carry You》取代；台中第一及第六場演出則再次演唱《Do You Ever Shine?》。
- 在香港放大版第一、第二及第三場演出，米奇和米妮在五月天演唱《戀愛ing》時登台。
- 在香港放大版第四、第五及第六場演出，米奇、米妮、唐老鴨、高飛和布魯托在五月天演唱《戀愛ing》時登台。
- 從成都第一場開始，五月天將《少年他的奇幻漂流》從歌單中移除，由《盛夏光年》取代，在台中場部分場次則再次演唱《少年他的奇幻漂流》。
- 從上海夏日版第一場演出，五月天將《超人》從歌單中移除，由《星空》取代；台中第一到第七場演出則再次演唱《超人》。
- 在北京終極版第二場演出，為配合蔡依林的出場安排，《你不是真正的快樂》被延後表演，同時以結合《天空》的組曲方式演出。
- 在北京終極版第三場演出，為配合黃渤的出場安排，《離開地球表面》被提前表演。
- 在台中第六場演出，五月天並沒有演唱《OAOA》，由《最好的一天》取代；為配合跨年網路直播，《乾杯》和《任意門》被延後表演。
- 在台中第八場演出，為配合羅志祥的出場安排，《傷心的人別聽慢歌》被延後表演，同時以結合《撐腰》的組曲方式演出。

五月天為了在巡迴中帶給粉絲驚喜，邀請特別嘉賓和他們共同表演。
- 2017年3月20日，高雄：與蕭敬騰演唱《凡人歌》。
- 2017年4月29日，大連：與余文樂、楊千嬅演唱《志明與春嬌》和《突然好想你》。
- 2017年5月13日，香港：與余文樂、楊千嬅演唱《志明與春嬌》和《突然好想你》。
- 2017年5月16日，香港：與譚詠麟演唱《脫胎換骨》和《愛情陷阱》。
- 2017年5月22日，香港：與任賢齊、梁漢文演唱《傷心的人別聽慢歌》和《對摺》。
- 2017年8月19日，北京：與李宗盛演唱《凡人歌》和《山丘》。
- 2017年12月5日，上海：與歐陽靖演唱組曲《盛夏光年》/《Hip Hop Man》。
- 2018年1月1日，桃園：與林俊傑演唱《黑暗騎士》和《月亮代表我的心》。
- 2018年1月5日，桃園：與林憶蓮演唱《傷心的人別聽慢歌》和《盛夏光年》。
- 2018年1月7日，桃園：與周杰倫演唱組曲《你不是真正的快樂》/《聽見下雨的聲音》和《雙截棍》。
- 2018年3月2日，巴黎：與李宗盛演唱《凡人歌》和《山丘》。
- 2018年3月4日，倫敦：與李宗盛演唱《凡人歌》和《山丘》。
- 2018年4月14日，長沙：與劉若英演唱《後來的我們》和《後來》（阿信並未演唱）。
- 2018年4月29日，天津：與劉若英演唱《成全》和《後來的我們》。
- 2018年5月11日，香港：梁家輝在演出時登台。
- 2018年5月20日，東京：與GLAY演唱《Dancin' Dancin'》。
- 2018年6月2日，新加坡：與李宗盛演唱《凡人歌》和《山丘》。
- 2018年7月25日，上海：與蕭敬騰演唱《凡人歌》和《疼愛》。
- 2018年7月27日，上海：與李榮浩演唱《離開地球表面》、《志明與春嬌》和《李白》（阿信並未演唱）。
- 2018年7月28日，上海：與GLAY的TERU演唱組曲《傷心的人別聽慢歌》/《Dancin' Dancin'》和《I'm In Love》。
- 2018年7月29日，上海：與陳綺貞演唱《突然好想你》、《私奔到月球》和《吉他手》（阿信並未演唱）。
- 2018年8月24日，北京：與張惠妹演唱組曲《離開地球表面》/《三天三夜》和《後來的我們》。
- 2018年8月25日，北京：與蔡依林演唱組曲《你不是真正的快樂》/《天空》和《大藝術家》。
- 2018年8月26日，北京：與黃渤演唱《傷心的人別聽慢歌》和《當每顆星星》。
- 2018年10月6日，曼谷：與Slot Machine演唱《Don'ts Don'ts》。
- 2018年12月22日，台中：與田馥甄演唱《小幸運》（阿信並未演唱）和《愛情的模樣》。
- 2018年12月24日，台中：與吳宗憲演唱《離開地球表面》、組曲《真心換絕情》/《我會想你》/《是不是這樣的夜晚你才會想起我》/《雙節棍》和《笨小孩》。
- 2018年12月29日，台中：與黃子佼演唱《Live&Life》（阿信並未演唱）。
- 2018年12月30日，台中：與脱拉庫的國璽演唱《孫悟空》和《你的電話》。
- 2019年1月1日，台中：與伍佰演唱《挪威的森林》和《愛情萬歲》。
- 2019年1月4日，台中：與羅志祥演唱組曲《撐腰》/《傷心的人別聽慢歌》和《志明與春嬌》。

## 場次列表
| 場次              | 日期            | 城市            | 國家 / 地區      | 舉辦場館                     | 暖場嘉賓        |
| 第一階段 — 亞洲   | 第一階段 — 亞洲 | 第一階段 — 亞洲 | 第一階段 — 亞洲  | 第一階段 — 亞洲              | 第一階段 — 亞洲 |
| ----------------- | --------------- | --------------- | ---------------- | ---------------------------- | --------------- |
| 1                 | 2017年3月18日   | 高雄            | 臺灣             | 國家體育場                   | 家家            |
| 2                 | 2017年3月19日   | 高雄            | 臺灣             | 國家體育場                   | 鼓鼓            |
| 3                 | 2017年3月20日   | 高雄            | 臺灣             | 國家體育場                   | 鼓鼓            |
| 4                 | 2017年3月21日   | 高雄            | 臺灣             | 國家體育場                   | 家家            |
| 5                 | 2017年3月25日   | 廣州            | 中国大陆         | 大學城體育中心體育場         | 家家            |
| 6                 | 2017年3月26日   | 廣州            | 中国大陆         | 大學城體育中心體育場         | 鼓鼓            |
| 7                 | 2017年4月2日    | 廈門            | 中国大陆         | 廈門體育中心體育場           | 鼓鼓            |
| 8                 | 2017年4月8日    | 杭州            | 中国大陆         | 黃龍體育中心體育場           | 鼓鼓            |
| 9                 | 2017年4月9日    | 杭州            | 中国大陆         | 黃龍體育中心體育場           | 鼓鼓            |
| 10                | 2017年4月15日   | 合肥            | 中国大陆         | 合肥體育中心體育場           | 家家            |
| 11                | 2017年4月22日   | 鄭州            | 中国大陆         | 河南省體育中心體育場         | 鼓鼓            |
| 12                | 2017年4月29日   | 大連            | 中国大陆         | 大連體育中心體育場           | 鼓鼓            |
| 13                | 2017年5月1日    | 濟南            | 中国大陆         | 濟南奧體中心體育場           | 鼓鼓            |
| 14                | 2017年5月6日    | 太原            | 中国大陆         | 山西體育中心紅燈籠體育場     | 家家            |
| 15                | 2017年5月10日   | 香港            | 香港             | 香港體育館                   | 鼓鼓            |
| 16                | 2017年5月11日   | 香港            | 香港             | 香港體育館                   | 鼓鼓            |
| 17                | 2017年5月13日   | 香港            | 香港             | 香港體育館                   | 鼓鼓            |
| 18                | 2017年5月14日   | 香港            | 香港             | 香港體育館                   | 不適用          |
| 19                | 2017年5月16日   | 香港            | 香港             | 香港體育館                   | 不適用          |
| 20                | 2017年5月17日   | 香港            | 香港             | 香港體育館                   | 不適用          |
| 21                | 2017年5月19日   | 香港            | 香港             | 香港體育館                   | 家家            |
| 22                | 2017年5月20日   | 香港            | 香港             | 香港體育館                   | 家家            |
| 23                | 2017年5月22日   | 香港            | 香港             | 香港體育館                   | 家家            |
| 24                | 2017年5月23日   | 香港            | 香港             | 香港體育館                   | 不適用          |
| 25                | 2017年5月27日   | 哈爾濱          | 中国大陆         | 哈尔滨国际会展中心体育场     | 鼓鼓            |
| 26                | 2017年7月8日    | 呼和浩特        | 中国大陆         | 呼和浩特体育场               | 家家            |
| 27                | 2017年7月15日   | 貴陽            | 中国大陆         | 贵阳市奥林匹克体育中心       | 家家            |
| 28                | 2017年7月22日   | 西安            | 中国大陆         | 陕西省体育场                 | 鼓鼓            |
| 29                | 2017年7月29日   | 南寧            | 中国大陆         | 廣西體育中心主體育場         | 家家            |
| 30                | 2017年8月5日    | 青島            | 中国大陆         | 青島體育中心體育場           | 鼓鼓            |
| 31                | 2017年8月18日   | 北京            | 中国大陆         | 北京國家體育場               | 家家            |
| 32                | 2017年8月19日   | 北京            | 中国大陆         | 北京國家體育場               | 李劍青          |
| 33                | 2017年9月9日    | 深圳            | 中国大陆         | 龍崗大運中心體育場           | 鼓鼓            |
| 34                | 2017年9月10日   | 深圳            | 中国大陆         | 龍崗大運中心體育場           | 八三夭          |
| 35                | 2017年9月16日   | 洛陽            | 中国大陆         | 新區體育場                   | 家家            |
| 36                | 2017年10月6日   | 南京            | 中国大陆         | 南京奧體中心體育場           | 鼓鼓            |
| 37                | 2017年10月7日   | 南京            | 中国大陆         | 南京奧體中心體育場           | 家家            |
| 38                | 2017年10月14日  | 福州            | 中国大陆         | 福州海峡奥林匹克体育中心     | 鼓鼓            |
| 39                | 2017年10月28日  | 吉隆坡          | 马来西亚         | 默迪卡體育場                 | 鼓鼓            |
| 第二階段 — 北美洲 |                 |                 |                  |                              |                 |
| 40                | 2017年11月8日   | 溫哥華          | 加拿大           | 羅渣士體育館                 | 家家            |
| 41                | 2017年11月10日  | 聖荷西          | 美国             | SAP中心                      | 家家            |
| 42                | 2017年11月11日  | 安那翰          | 美国             | 本田中心                     | 家家            |
| 43                | 2017年11月15日  | 休斯敦          | 美国             | 智能金融中心                 | 不適用          |
| 44                | 2017年11月18日  | 布魯克林        | 美国             | 巴克萊中心                   | 家家            |
| 45                | 2017年11月21日  | 芝加哥          | 美国             | 禮堂劇院                     | 不適用          |
| 46                | 2017年11月26日  | 多伦多          | 加拿大           | 加拿大航空中心               | 不適用          |
| 第三階段 — 亞洲   |                 |                 |                  |                              |                 |
| 47                | 2017年12月2日   | 上海            | 中国大陆         | 虹口足球场                   | 李劍青          |
| 48                | 2017年12月3日   | 上海            | 中国大陆         | 虹口足球场                   | 李劍青          |
| 49                | 2017年12月5日   | 上海            | 中国大陆         | 虹口足球场                   | 鼓鼓            |
| 50                | 2017年12月6日   | 上海            | 中国大陆         | 虹口足球场                   | 鼓鼓            |
| 51                | 2017年12月8日   | 上海            | 中国大陆         | 虹口足球场                   | 宇宙人          |
| 52                | 2017年12月15日  | 新加坡          | 新加坡           | 新加坡室内体育馆             | 鼓鼓            |
| 53                | 2017年12月16日  | 新加坡          | 新加坡           | 新加坡室内体育馆             | 鼓鼓            |
| 54                | 2017年12月17日  | 新加坡          | 新加坡           | 新加坡室内体育馆             | 不適用          |
| 55                | 2017年12月23日  | 桃園            | 臺灣             | 桃園國際棒球場               | Hush            |
| 56                | 2017年12月24日  | 桃園            | 臺灣             | 桃園國際棒球場               | 鼓鼓            |
| 57                | 2017年12月26日  | 桃園            | 臺灣             | 桃園國際棒球場               | 家家            |
| 58                | 2017年12月27日  | 桃園            | 臺灣             | 桃園國際棒球場               | 宇宙人          |
| 59                | 2017年12月29日  | 桃園            | 臺灣             | 桃園國際棒球場               | 宇宙人          |
| 60                | 2017年12月30日  | 桃園            | 臺灣             | 桃園國際棒球場               | 家家            |
| 61                | 2017年12月31日  | 桃園            | 臺灣             | 桃園國際棒球場               | 旺福            |
| 62                | 2018年1月1日    | 桃園            | 臺灣             | 桃園國際棒球場               | 鼓鼓            |
| 63                | 2018年1月5日    | 桃園            | 臺灣             | 桃園國際棒球場               | 家家            |
| 64                | 2018年1月6日    | 桃園            | 臺灣             | 桃園國際棒球場               | 宇宙人          |
| 65                | 2018年1月7日    | 桃園            | 臺灣             | 桃園國際棒球場               | 鼓鼓            |
| 66                | 2018年1月26日   | 澳門            | 澳門             | 金光綜藝館                   | 不適用          |
| 67                | 2018年1月27日   | 澳門            | 澳門             | 金光綜藝館                   | 不適用          |
| 68                | 2018年1月28日   | 澳門            | 澳門             | 金光綜藝館                   | 不適用          |
| 69                | 2018年2月1日    | 澳門            | 澳門             | 金光綜藝館                   | 不適用          |
| 第四階段 — 歐洲   |                 |                 |                  |                              |                 |
| 70                | 2018年3月2日    | 巴黎            | 法國             | 雅高酒店體育館               | 不適用          |
| 71                | 2018年3月4日    | 伦敦            | 英国             | O2體育館                     | 不適用          |
| 第五階段 — 亞洲   |                 |                 |                  |                              |                 |
| 72                | 2018年3月24日   | 泉州            | 中国大陆         | 海峽體育中心體育場           | 家家            |
| 73                | 2018年4月6日    | 蘇州            | 中国大陆         | 蘇州體育中心體育場           | 宇宙人          |
| 74                | 2018年4月7日    | 蘇州            | 中国大陆         | 蘇州體育中心體育場           | 鼓鼓            |
| 75                | 2018年4月14日   | 長沙            | 中国大陆         | 賀龍體育中心體育場           | 李劍青          |
| 76                | 2018年4月15日   | 長沙            | 中国大陆         | 賀龍體育中心體育場           | 鼓鼓            |
| 77                | 2018年4月21日   | 金華            | 中国大陆         | 金華體育中心體育場           | 宇宙人          |
| 78                | 2018年4月29日   | 天津            | 中国大陆         | 天津奧體中心體育場           | 李劍青          |
| 79                | 2018年4月30日   | 天津            | 中国大陆         | 天津奧體中心體育場           | 家家            |
| 80                | 2018年5月4日    | 香港            | 香港             | 香港迪士尼樂園幻想道露天場地 | 不適用          |
| 81                | 2018年5月5日    | 香港            | 香港             | 香港迪士尼樂園幻想道露天場地 | 不適用          |
| 82                | 2018年5月6日    | 香港            | 香港             | 香港迪士尼樂園幻想道露天場地 | 不適用          |
| 83                | 2018年5月11日   | 香港            | 香港             | 香港迪士尼樂園幻想道露天場地 | 不適用          |
| 84                | 2018年5月12日   | 香港            | 香港             | 香港迪士尼樂園幻想道露天場地 | 不適用          |
| 85                | 2018年5月13日   | 香港            | 香港             | 香港迪士尼樂園幻想道露天場地 | 不適用          |
| 86                | 2018年5月19日   | 东京            | 日本             | 日本武道館                   | 不適用          |
| 87                | 2018年5月20日   | 东京            | 日本             | 日本武道館                   | 不適用          |
| 88                | 2018年5月26日   | 瀋陽            | 中国大陆         | 瀋陽奧體中心體育場           | 蕭秉治          |
| 89                | 2018年6月2日    | 新加坡          | 新加坡           | 新加坡国家体育场             | 蕭秉治          |
| 90                | 2018年6月23日   | 石家莊          | 中国大陆         | 河北奧林匹克體育中心運動場   | 蕭秉治          |
| 91                | 2018年6月30日   | 佛山            | 中国大陆         | 世紀蓮體育場                 | 宇宙人          |
| 92                | 2018年7月1日    | 佛山            | 中国大陆         | 世紀蓮體育場                 | 蕭秉治          |
| 93                | 2018年7月7日    | 昆明            | 中国大陆         | 拓東體育場                   | 李劍青          |
| 94                | 2018年7月8日    | 昆明            | 中国大陆         | 拓東體育場                   | 白安            |
| 95                | 2018年7月13日   | 常州            | 中国大陆         | 奧體中心新城體育場           | 蕭秉治          |
| 96                | 2018年7月14日   | 常州            | 中国大陆         | 奧體中心新城體育場           | Hush            |
| 97                | 2018年7月20日   | 成都            | 中国大陆         | 雙流體育中心體育場           | 蕭秉治          |
| 98                | 2018年7月21日   | 成都            | 中国大陆         | 雙流體育中心體育場           | 李劍青          |
| 99                | 2018年7月25日   | 上海            | 中国大陆         | 金山体育中心体育场           | 宇宙人          |
| 100               | 2018年7月27日   | 上海            | 中国大陆         | 金山体育中心体育场           | 白安            |
| 101               | 2018年7月28日   | 上海            | 中国大陆         | 金山体育中心体育场           | 黃奕儒          |
| 102               | 2018年7月29日   | 上海            | 中国大陆         | 金山体育中心体育场           | 蕭秉治          |
| 103               | 2018年8月11日   | 襄陽            | 中国大陆         | 襄陽體育中心體育場           | 宇宙人          |
| 104               | 2018年8月18日   | 南昌            | 中国大陆         | 南昌国际体育中心体育场       | Hush            |
| 105               | 2018年8月24日   | 北京            | 中国大陆         | 北京國家體育場               | 蕭秉治          |
| 106               | 2018年8月25日   | 北京            | 中国大陆         | 北京國家體育場               | 黃奕儒 李劍青   |
| 107               | 2018年8月26日   | 北京            | 中国大陆         | 北京國家體育場               | 宇宙人          |
| 108               | 2018年9月8日    | 首爾            |                  | 奧林匹克廳                   | 鼓鼓            |
| 第六階段 — 大洋洲 |                 |                 |                  |                              |                 |
| 109               | 2018年9月18日   | 墨尔本          |                  | 墨爾本體育館                 | 不適用          |
| 110               | 2018年9月21日   | 悉尼            | 庫多斯銀行體育館 |                              | 不適用          |
| 111               | 2018年9月23日   | 奧克蘭          | 新西兰           | Trusts體育館                 | 不適用          |
| 第七階段 — 亞洲   |                 |                 |                  |                              |                 |
| 112               | 2018年10月6日   | 曼谷            | 泰國             | IMPACT展覽中心1號廳          | 蕭秉治          |
| 第八階段 — 亞洲   |                 |                 |                  |                              |                 |
| 113               | 2018年12月22日  | 台中            | 臺灣             | 台中洲際棒球場               | 白安            |
| 114               | 2018年12月23日  | 台中            | 臺灣             | 台中洲際棒球場               | 黃奕儒          |
| 115               | 2018年12月24日  | 台中            | 臺灣             | 台中洲際棒球場               | 家家            |
| 116               | 2018年12月29日  | 台中            | 臺灣             | 台中洲際棒球場               | 黃子佼          |
| 117               | 2018年12月30日  | 台中            | 臺灣             | 台中洲際棒球場               | 蕭秉治          |
| 118               | 2018年12月31日  | 台中            | 臺灣             | 台中洲際棒球場               | 白安            |
| 119               | 2019年1月1日    | 台中            | 臺灣             | 台中洲際棒球場               | 家家            |
| 120               | 2019年1月4日    | 台中            | 臺灣             | 台中洲際棒球場               | 白安            |
| 121               | 2019年1月5日    | 台中            | 臺灣             | 台中洲際棒球場               | 黃奕儒          |
| 122               | 2019年1月6日    | 台中            | 臺灣             | 台中洲際棒球場               | 蕭秉治          |

### 取消場次
| 日期          | 城市 | 地區     | 場馆                 | 取消原因     |
| ------------- | ---- | -------- | -------------------- | ------------ |
| 2017年5月29日 | 重慶 | 中国大陆 | 重慶奧林匹克體育中心 | 場地草皮毀損 |